# My Ruin
I My Ruin sono un gruppo alternative metal formatosi a Los Angeles nel 1999, improntato sulla figura di Tairrie B (ex cantante di Tura Satana, Manhole e solista rapper) e supportato dal chitarrista Mick Murphy, dalla formazione instabile.

## Formazione
- Tairrie B Murphy - voce
- Mick Murphy - chitarra, basso, batteria

## Discografia

### Album in studio
- 1999 - Speak and Destroy
- 2000 - A Prayer Under Pressure of Violent Anguish
- 2003 - The Horror of Beauty
- 2005 - The Brutal Language
- 2008 - Throat Full of Heart
- 2010 - Ghosts and Good Stories
- 2011 - A Southern Revelation
- 2013 - The Sacred Mood

### Singoli ed EP
- 1999 - Terror/June 10th
- 1999 - Tainted Love/Blasphemous Girl
- 2000 - Beauty Fiend/Masochrist
- 2003 - The Shape of Things to Come...

### Live
- 2001 - To Britain with Love & Bruises
- 2008 - Alive on the Other Side

### Raccolte
- 2002 - Blasphemous Girl
- 2003 - Ruined & Recalled

### Collaborazioni
- Volume 1, con Ana Kefr - "Step Back" (Rollins Band cover)
- "Natural Born Killaz" (Ice Cube and Dr. Dre cover) with Rhiis D. Lopez of Ana Kefr

## Videografia
- Terror - Directed by Paul Harries (1999)
- Made To Measure - Directed by Ben LeVine (2003)
- Ready For Blood - Directed by Ben LeVine (2008)
- Religiosity - Edited by Nasty & Sinister (2008)
- Memento Mori - Animated & Illustrated by Bruce Stirling John Knox (2008)
- Slide You The Horn - Filmed & Edited by Acid Pie Productions (2008)
- Me Without You - Filmed & Edited by Acid Pie Productions (2008)
- The Beauty Medley - Edited by Nasty & Sinister (2008)
- Burn The Witch (2008) - Edited by Tairrie B Murphy
- Rock & Roll Hoochie Koo - Filmed & Edited by Acid Pie Productions (2009)
- Religiosity (Live) - Filmed & Edited by Feliz Rullhusen (2009)

## Enhanced CD & DVD
- 13 Minute Film Noir EPK - The Horror Of Beauty (2003)
- Tell Your God To Ready For Blood - Throat Full Of Heart (2008)
- Tell Your God Tour - Alive On The Other Side (2008)
- Behind The Scenes Making of... - Ghosts and Good Stories (2008)